# Prima battaglia dei laghi Masuri
La prima battaglia dei laghi Masuri fu uno dei primi scontri sul fronte orientale durante la prima guerra mondiale. Fu combattuta fra il 7 e il 14 settembre 1914 e vide l'esercito tedesco, guidato dal feldmaresciallo Paul von Hindenburg e dal suo abile capo di stato maggiore Erich Ludendorff, sconfiggere quello russo, guidato dal generale Paul von Rennenkampf.

## La situazione strategica
A fine agosto la 2ª armata russa aveva subito una gravissima disfatta a Tannenberg. La 1ª Armata russa, dislocata più a nord e forte di 14 divisioni di fanteria e cinque divisioni di cavalleria, al comando del generale Rennenkampf, ripiegò in posizione difensiva tra il Kurisches Haff (Laguna dei Curi) e il lago Mauer, con distaccamenti sino al lago Spirinding. Si può affermare che tutte le divisioni russe fossero in prima linea: 8 a nord dei laghi, 2 a est dei laghi stessi e una sola divisione inizialmente di fronte allo sbocco di Lötzen, cioè nel centro della linea difensiva russa dove era presente una fortezza a protezione di un passaggio obbligato attraverso l'ostacolo naturale rappresentato dai laghi, mentre il resto era posto in riserva nei pressi di Insterburg. Nei piani russi, la debole e alquanto arretrata ala sinistra a sud dei laghi, doveva essere rinforzata da una nuova armata, la 10ª, che cominciava a radunarsi intorno a Bielostock e che aveva già circa sei divisioni tra Ossovietz e Augustowo, la quale tuttavia nel prosieguo della campagna non riuscì, causa errori degli alti comandi russi, a dare un valido contributo, parimenti ai resti della 2ª Armata schierati più a ovest. Il generale Žilinskij, comandante del gruppo armate russe Nord-Ovest, aveva disposto che il XXII Corpo d'armata della 10ª si ponesse velocemente a sostegno della sinistra di Rennenkampf, distaccandolo dal resto dell'armata.
Intanto l'8ª armata tedesca che era stata rafforzata da due corpi di armata e da una divisione di cavalleria tolti dal fronte francese, sottrazione che avrebbe avuto conseguenze fatali per l'esercito tedesco alla Marna, schieravano quattro corpi di armata nella zona a nord dei laghi e, proseguendo verso sud, altri due corpi di armata (XVII di August von Mackensen  e I di Hermann von François) fiancheggiati da due divisioni di cavalleria e l'ulteriore rinforzo della divisione landwehr di Rüdiger von der Goltz. Questi due ultimi corpi d'armata sarebbero stati impiegati per lo sfondamento delle difese russe.
Lo schieramento tedesco veniva quindi a sopravanzare entrambe le ali dello schieramento russo, specialmente verso sud, favorendo quindi il doppio avvolgimento cui appunto miravano von Hindenburg e Ludendorff. A parare la minaccia della controffensiva da parte della 10ª Armata vennero destinate le divisioni di von François.
Era intendimento del generale von Hindenburg impegnare fortemente il centro nemico tra Pregel e il lago Mauer, manovrare quindi sulla destra per aggirare da sud, in direzione di Lötzen, la sinistra russa, mentre le divisioni del generale von François avrebbero fronteggiato le eventuali offensive della 10ª Armata russa, basata sulle piazze del Narew e su Hrodna.
Il primo scontro avvenne il 7 settembre fra Pregel e i laghi Masuri: i vari corpi tedeschi urtarono contro posizioni saldamente difese e non riuscirono a superarle.
L'8 settembre si delineò la manovra avvolgente, dato che il XVII e due divisioni di cavalleria riuscirono a ottenere rapidi progressi contro forze molto superiori in corrispondenza di Lötzen. La battaglia infuriò per tutta la giornata, e anche il 9 settembre, su un fronte di circa cinquanta chilometri, ferocemente bombardato dall'artiglieria tedesca. Sulla sinistra, a nord dei laghi, l'esercito tedesco non ottenne significativi vantaggi, a differenza della destra dove i tedeschi si avvantaggiarono sui russi.
La sera del 9 l'esercito tedesco riuscì a sfondare e a prendere di fianco gli avversari. Rennenkampf contrattaccò con le riserve ma, essendo debole la sua sinistra, non riesce nell'intento e inizia a cedere terreno su tutto il fronte. La cavalleria tedesca provocò panico sul retro dell'avversario, essendosi insinuata nella regione di Gołdap e a Gumbinnen si impadronì della stazione ferroviaria e della città.
A questo punto il generale Rennenkampf, sfiduciato, per evitare il disastro ordinò con la massima fretta la ritirata generale verso la frontiera russa, avendo il suo contrattacco ottenuto il solo risultato di rallentare l'avanzata tedesca.
Il 10 settembre, nell'ambito delle manovre di ritirata coperta da forti retroguardie, i combattimenti proseguirono anche se le truppe germaniche, non riuscendo più a realizzare il piano concepito dal generale Hindenburg, ovvero quello di avvolgere le ali nemiche, inseguirono i russi per i successivi cinque giorni catturando migliaia di nemici e materiale, con il grosso dei russi che riuscirono a sottrarsi all'accerchiamento.
Il 13 settembre la 1ª Armata russa ripiegò dietro il Niemen: in tre giorni i russi indietreggiarono di oltre cento chilometri e furono ricacciati dalla Prussia Orientale.
La battaglia dei laghi, pur non avendo raggiunto gli stessi strabilianti risultati di Tannenberg, scosse ulteriormente il morale delle truppe russe e anche dei loro comandanti e dimostrò la superiorità dell'esercito tedesco su quello russo, che non fu più in grado di operare in questo settore. Lo stesso Žilinskij, essendo considerato il principale responsabile della sconfitta, fu esonerato dal comando.

## La battaglia difensiva dei Laghi
Qualche volume di storia la definisce "prima battaglia di Augustovo", ma con la dizione "battaglia difensiva dei laghi" sono comprese le operazioni intercorse dal 25 settembre al 3 ottobre 1914, tra il Niemen e la linea Angerapp-laghi Masuri-Lyk, tra l'8ª Armata tedesca e la 10ª russa, contemporaneamente ad altre analoghe attività difensive svolte dal corpo territoriale del generale von Zastrow, tra Mława e Soldau, per opporsi all'avanzata russa dal basso Bug verso nord. Le operazioni di questi gruppi di forze tedesche continuarono fin dopo la battaglia di Łódź, sempre aventi lo scopo della difesa della Prussia Orientale, necessaria per lasciare svolgere le nuove operazioni da parte del generale von Hindenburg nella Polonia orientale.
In seguito all'annientamento dell'armata russa di Aleksandr Samsonov a Tannenberg e alla sconfitta dell'armata di Rennenkampf sui laghi Masuri, la Prussia Orientale era stata liberata e l'invasore ricacciato dietro il Narew e il Niemen, ma contemporaneamente era avvenuta la sconfitta dell'esercito austro-ungarico a Leopoli. Per questo motivo il comando supremo tedesco ordinava al colonnello generale von Hindenburg di trasferirsi verso Cracovia, lasciando la difesa della Prussia Orientale ad una decina di divisioni di fanteria e di cavalleria, sotto il generale Schubert: si trattava, principalmente, di formazioni di landwehr e di landsturm, distese sull'intero fronte Tilsit-Pillkallen-Inwalki-Augustowo.
Coi presidi delle fortezze della Vistola e con la landstrum, si formò a Soldau il Corpo d'armata guardiaconfini di von Zastrow. Allo stesso modo le fortezze di Poznań e di Breslavia costituirono analoghi baluardi difensivi, utilmente impiegati a guardia delle frontiere.
Compito preminente del generale von Schubert era di opporre resistenza ad oltranza, e occorreva conservare il nodo stradale di Soldau che, se ceduto, avrebbe potuto consentire all'avversario di penetrare nel cuore della Prussia Orientale.
Il generale von Schubert rimaneva alle dipendenze di von Hindenburg. Il granduca Nicola, ignorando le soverchianti forze nemiche celate, ordinò al Rennenkampf di operare contro le forze avversarie che aveva di fronte per debellarle o quanto meno trattenerle nella Prussia Orientale, mentre egli avrebbe continuato l'inseguimento dell'esercito austro-ungarico per distruggerlo.
Dati i reciproci compiti dei belligeranti in corrispondenza della Prussia Orientale, si ebbero molte azioni tattiche, alcune delle quali di notevole entità. La linea principale di resistenza tedesca rimase comunque inviolata.
Nell'ottobre il Granduca raccolse in Polonia una sessantina di divisioni, con le quali si proponeva di attaccare sulla Vistola la sinistra dell'esercito austro-tedesco, ma che vennero ricacciate nelle posizioni antistanti. Dopo la battaglia di Łódź si affievolì l'intensità degli attacchi da parte dei russi, anche per l'inclemenza della stagione. In seguito l'8ª Armata ricevette nuove forze per preparare lo schieramento che doveva partecipare, nel febbraio 1915, alla offensiva che culminò con la battaglia di Augustowo.